# Kaatsheuvel

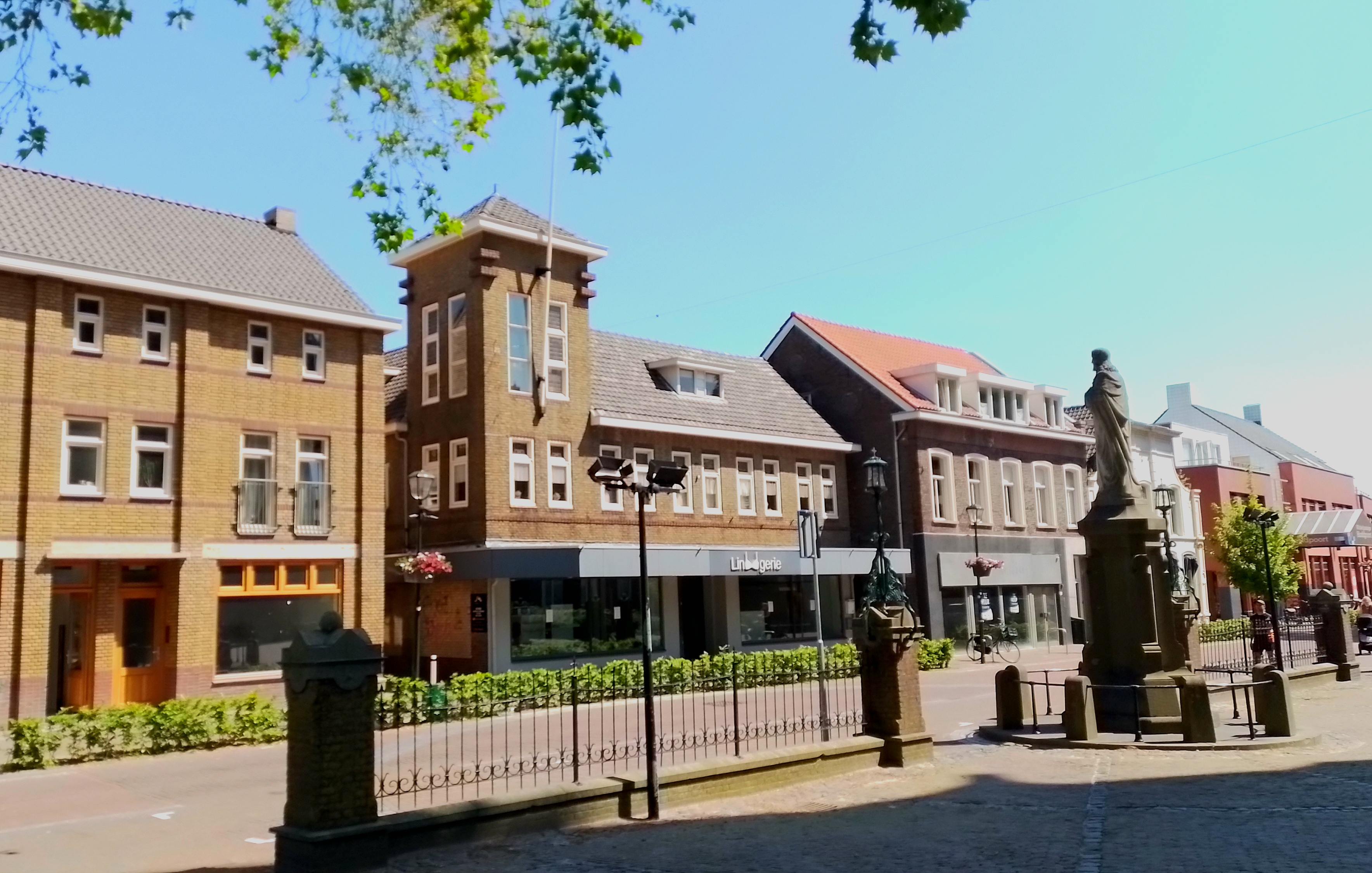
Hoofdstraat (Kaatsheuvel)

Kaatsheuvel ist ein Ort in der Provinz Noord-Brabant, in den Niederlanden. Sie hatte im Jahr 2024 16.975 Einwohner und ist der größte Ort sowie Sitz der Gemeinde Loon op Zand.
Ursprünglich eine Siedlung von Torfstechern, wurde die Schuhindustrie im 19. Jahrhundert besonders wichtig. Im 20. Jahrhundert erlangte Kaatsheuvel Bekanntheit als Standort des Freizeitparks Efteling und durch die Nähe zum Nationalpark De Loonse en Drunense Duinen. Während des Karnevals wird Kaatsheuvel Turfstekerslaand (deutsch „Torfstecherland“) genannt.

## Etymologie
Über den Ursprung des Ortsnamens Kaatsheuvel gibt es unterschiedliche Auffassungen. Es wird behauptet, dass Kaatsheuvel nach der mittelalterlichen Heiligen Sint Catharina benannt wurde, die von verschiedenen Zünften als Schutzpatronin gewählt wurde. Eine andere Theorie besagt, dass der Name Kaatsheuvel eine Verballhornung von Cetshoeve ist, dem Namen eines Gasthauses, das ungefähr an der Stelle stand, an der sich heute Efteling befindet. Das Spiel Kaatsheuvel taucht auch in Herkunftsgeschichten auf: Torfstecher sollen sich auf einem Hügel niedergelassen haben und dort regelmäßig gespielt haben. Aus dem Kanon von Loon op Zand geht jedoch hervor, dass Kaatsheuvel von Ketshovel abgeleitet ist, was ein anderes Wort für Torfstapelplatz ist.

## Lage
Kaatsheuvel liegt an der Provinzialstraße N 261. Zusammen mit den Ortschaften Loon op Zand und De Moer bildet Kaatsheuvel die Gemeinde Loon op Zand. Der Ort befindet sich in De Langstraat. Diese Region, die von Dongen, Kaatsheuvel, Waalwijk und Heusden gebildet wird, war für ihre Leder- und Schuhindustrie bekannt.

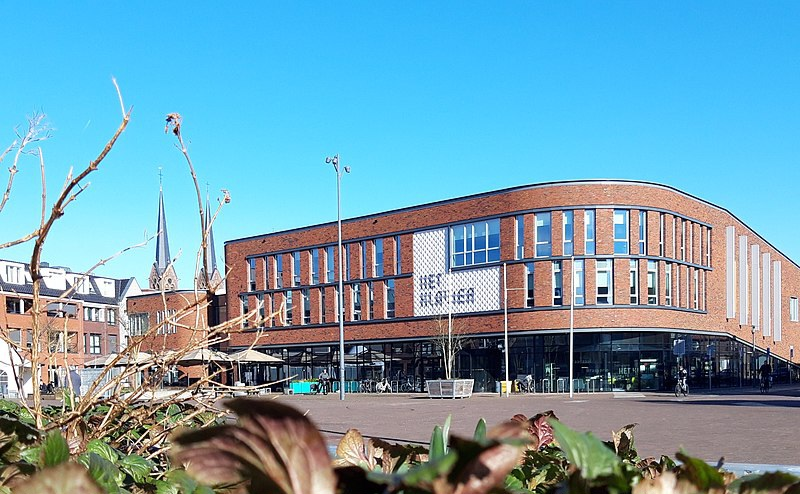
Rathaus in Kaatsheuvel

Außerdem ist Kaatsheuvel Teil der geografischen Hauptregion Hart van Brabant, zu der die Langstraat-Gemeinden (mit Ausnahme von Heusden) gehören, ergänzt durch die Gemeinden Tilburg, Hilvarenbeek, Oisterwijk, Gilze en Rijen und Goirle. Hart van Brabant gilt als die touristische Region von Noord-Brabant, da sie die Attraktionen Efteling, Beekse Bergen, La Trappe Brewery de Koningshoeven, den Nationalpark Loonse en Drunense Duinen und die Naturgebiete Huis ter Heide und Oisterwijkse Bossen en Vennen in ihren Grenzen hat.

## Infrastruktur
Da Kaatsheuvel Gemeindesitz ist, verfügt er über ein Rathaus, das sich im Stadtzentrum befindet. Das Rathaus wurde 2010 im Rahmen des Plans zum Bau eines lebendigen neuen Stadtzentrums abgerissen. Es wurde ein neues Stadtzentrum unter dem Namen Bruisend Dorpshart (deutsch „Lebendiges Dorfzentrum“) gebaut.
Im Jahr 2023 verfügte Kaatsheuvel über vier Supermärkte. Das Zentrum besteht aus einer kleinen überdachten Einkaufspassage De Hoofdpoort mit rund 5.000 m² Verkaufsfläche. In der Hoofdstraat, der Peperstraat, der Gasthuisstraat und der Marktstraat befinden sich ebenfalls verschiedene Geschäfte. Die Gesamtzahl der Geschäfte im Zentrum von Kaatsheuvel hat sich jedoch von 81 Geschäften im Jahr 2010 auf 58 im Jahr 2023 reduziert.

## Ortsteile
Berndijk, van Heeswijkstraat, Hooge Zandschel, Sprangsevaart, Gasthuisstraat-West, De Zwijgertjes, Pannehoef, 't Rooie Dorp, De Els, Bernsehoef, Loons Hoekje.

## Geschichte
Die älteste Erwähnung von Kaatsheuvel stammt aus dem Jahr 1506, wo der Ort als Ketshovel erwähnt wird. Der Weiler selbst bestand zu diesem Zeitpunkt bereits seit mehreren Jahrhunderten und gehörte zur Herrschaft Venloon, später Loon op Zand genannt. Ursprünglich lebten die Einwohner vom Torfabbau. Im Jahr 1396 wurde im Auftrag von Paul van Haastrecht die Turfvaart gegraben, die von ’s Gravenmoer über Kaatsheuvel nach ’s-Hertogenbosch führte. Um 1600 wurde der Torfabbau eingestellt und der Kanal verschlammte. Aus den Torfstechern wurden Kleinbauern.
Kaatsheuvel lag im Grenzgebiet zwischen dem Staat Brabant und der Region Holland, so dass der Ort zu einem Zufluchtsort für Verbrecher werden konnte. Im Jahr 1720 fand eine Räuberbande namens De Witte Veer im Ravensbos bei Zandschel Zuflucht. Diese Gesellschaft unternahm Raubzüge bis tief nach Holland hinein. Schließlich wurde der Anführer der Bande, der Schwarze Johannes, von Otto Juijn aus Loon op Zand gefangen genommen. Daher rührt vermutlich auch der Spitzname Messentrekker (deutsch „Messerstecher“) der Bevölkerung von Kaatsheuvel.
In der Region Brabant, insbesondere in Kaatsheuvel und Waalwijk, entwickelte sich im 19. Jahrhundert eine florierende Leder- und Schuhindustrie. Viele Bürger arbeiteten in Fabriken oder waren selbständige Händler von Lederwaren und Schuhen. Nordbrabant war  bereits 1815 der führende Lederproduzent in den Niederlanden, und 1819 gab es in der Provinz 1.163 Schuhmacher, die hauptsächlich in der Langstraat ansässig waren.

## Persönlichkeiten
- Ben Knapen (* 1951), Journalist, Historiker und Politiker
- Erik Bakkers (* 1972), Physiker
- Jacqueline Govaert (* 1982), Rockmusikerin
- Hetty van de Wouw (* 1998), Radsportlerin